# Wilibald Gurlitt
Wilibald Gurlitt, född 1 mars 1889, död 15 december 1963, var en tysk musikvetare.
Wilibald Gurlitt var son till Cornelius Gurlitt. Han undervisades av Hugo Riemann i musikvetenskap och av Karl Straube i musik. Gurlitt var professor i musikforskning vid universitetet i Freiburg im Breisgau 1920–1935, varefter han tvingades lämna sin tjänst. Han hade då gjort universitetets musikvetenskapliga institution till en av Tysklands främsta, med egen konsertsal med inbyggd orgel efter Michael Praetorius orgeldisposition i Organographia, instrumentmuseum och förstklassigt bibliotek, samt utbildat ett stort antal lärjungar. Institutionen förstördes jämte orgeln under andra världskriget. Efter kriget verkade Gurlitt som föreläsare i Bern. Bland hans verk märks en biografi och bibliografi över Michael Praetorius (1914), inledningen till en samlingsupplaga av Praetorius' orgelverk (1930), utgivning av Dietrich Buxtehudes verk, en biografisk studie över Johann Sebastian Bach (Der deutsche Kantor, seine Gestalt und Geschichte, 1933), samt en mängd uppsatser bland annat Joh. Walter und die Musik der Reformationszeit (i Luther-Jahrbuch, 1933), Musikgeschichte als Geistewissenschaft (i Berichte der Philologentagung Göttingen, 1927), Der gegenwärtige Stand der deutschen Musikwissenschaft (i Deutsche Vierteljahrschrift für Literaturwissenschaft und Geistesgeschichte, 17, 1939).